# M26 (Groot-Brittannië)
De M26 is een autosnelweg in Engeland, de weg loopt vanaf de zuidoostelijke hoek van de M25 (ring Londen) tot de M20 ter hoogte van Wrotham Heath.
De weg is 15,9 kilometer lang en loopt in west-oostrichting.
Groot-Brittannië:
M1 · M2 · M3 · M4 · M5 · M6 · M6 Toll · M8 · M9 · M10 · M11 · M18 · M20 · M23 · M25 · M26 · M27 · M32 · M40 · M42 · M45 · M48 · M49 · M50 · M53 · M54 · M55 · M56 · M57 · M58 · M60 · M61 · M62 · M65 · M66 · M67 · M69 · M73 · M74 · M77 · M80 · M90 · M180 · M181 · M271 · M275 · M602 · M606 · M621 · M876 · M898
A1(M) · A3(M) · A38(M) · A48(M) · A57(M) · A58(M) · A64(M) · A66(M) · A74(M) · A167(M) · A194(M) · A308(M) · A329(M) · A404(M) · A601(M) · A627(M) · A823(M)
Noord-Ierland:
M1 · M2 · M3 · M5 · M12 · M22 · A8(M)